# Querétaro

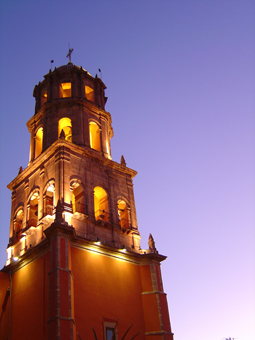
Templo de San Francisco i Querétaro

Querétaro (formellt Querétaro Arteaga) är en av Mexikos delstater och är belägen i den centrala delen av landet. Den har 1 659 431 invånare (2007) på en yta av 11 449 km². Administrativ huvudort är Santiago de Querétaro. En annan stor stad är San Juan del Río.